# Cacografia
La cacografia (dal greco classico κακός (kakos), brutto, cattivo, e  γράφειν, graphein, scrivere) è un errore di ortografia o un cattivo stile.
Cacografia è anche una deliberata malacompitazione (misspelling) comica, un tipo di humour simile al malapropismo.
Il termine nel senso di "povero di compitazione, accentuazione, e punteggiatura" è un semantico antonimo di ortografia, ed è nel senso di "povero di calligrafia" un contrario etimologico della parola calligrafia.
Un utilizzo comune di "cacografia" è nelle caricature di parlanti analfabeti.
I nomi propri sono spesso soggetti a "cacografie" a causa di un fraintendimento della etimologia o il passaggio da una lingua ad un'altra, ad esempio, in francese: Châlons e Chalon o Castelnaud per « castel nau » (castello nuovo).

## Internet in Russiа
La cultura Internet russa ha assistito ad una crescita esplosiva di cacografie in lingua russa di tipo particolare, sistematico, vedi gli articoli Padonki e Udaff. Un modo di corruzione è la trascrizione fonetica delle parole russe, vale a dire, un modo esagerato di sbagliare in maniera "naturale", ad esempio, Ниасилил (Niasilil) – "non affrontare (da leggere per intero)" (spelling corretto: не осилил, ne osilil), una tipica risposta ad un messaggio lungo e/o noioso. Un altro modo è una grottesca ipercorrezione: la parola è scritta in modo tale che, quando si pronuncia, suona in modo corretto. Un esempio è in internet russo meme Preved, che si pronuncia e si propone di dire, privyet, vale a dire, "ciao" o "hi" (hello). Nel 2005 il filologo Gasan Guseinov ha suggerito il neologismo Эрратив (errativ, vale a dire, "errative" - erratico) per indicare il fenomeno.

## Didattica
Nel campo educativo, la "cacografia" si riferisce all'uso di testi in cui gli errori di ortografia sono stati introdotti deliberatamente per indurre gli studenti a correggerli.

### In Francia
Questo metodo di insegnamento dell'ortografia è apparso in Francia nel 1803 con il Recueil de phrases dans lesquelles on a violé à dessein l'orthographe des mots (Raccolta di frasi in cui furono deliberatamente violate le regole dell'ortografia delle parole) di Jean-Étienne-Judith Forestier Boinvilliers. Quando fu sospettata di abituare gli studenti a memorizzare forme difettose e quindi portare a un effetto opposto di quello che si proponeva, fu abbandonata negli anni verso il 1850 per essere sostituita da raccolte di dettati.
Nel 1820, F. Munier, insegnante, membro della Società di lettere di Metz, trovando il metodo di Boinvilliers troppo difficile, pubblica La Cacographie méthodique.
Alla fine del XX secolo, il termine di "cacografia" ha inoltre designato in Francia un gioco con le parole consistente nello scrivere una frase in cui ogni parola deve essere male ortografata, nella maniera più divertente possibile.
Laurent Joubert (1529-1583), medico del re e traduttore della La Grande Chirurgie di Guy de Chauliac, ha pubblicato un Dialogue sur la cacographie fransaize expliquant la cause de sa corruption. Antre parleurs fransais & Wolffgang nel 1579 (derivato dal suo precedente Traité du Ris "Trattato del Riso").
Il Dictionnaire de l'Académie nel 1835, dà del "cacografo" questa definizione: